# Fresnay-le-Samson

Fresnay-le-Samson este o comună în departamentul Orne, Franța. În 1 ianuarie 2022 avea o populație de 108 de locuitori.